# Gauting
Gauting é um município da Alemanha, no distrito de Starnberg, na região administrativa de Alta Baviera, estado da Baviera.